# Кит Вуд
Кит Вуд (енгл. Keith Wood; 27. март 1972) је бивши ирски рагбиста, који је 2001. проглашен за најбољег рагбисту на свету (енгл. World Rugby Player of the Year).

## Биографија
Висок 183 цм, тежак 106 кг, Вуд је играо на позицији број 2 - талонер (енгл. Hooker). У каријери је играо за Гериовен РФК, Манстер рагби и Харлеквинс. За репрезентацију Ирске одиграо је 58 тест мечева и постигао 15 есеја, а једно време је био и капитен.